# Dart (Coventry)
Dart is een Brits historisch merk van motorfietsen.
De bedrijfsnaam was: Dart Engineering Co., Coventry, later Bristol.
In 1923 begon A.A. Sidney, die eerder voor William Beardmore & Co. had gewerkt, onder de merknaam "Dart" met de productie van motorfietsen met een eigen 348cc-OHC-motor. De motorfietsen waren echter niet het belangrijkste product: Sidney wilde zijn motor als inbouwmotor aan andere merken gaan leveren en bouwde complete motorfietsen om de interesse op te wekken. Daarom werden zijn machines ook ingezet bij de "Century"-races op Brooklands. Eind 1923 verhuisde het bedrijf naar Bristol.
De nokkenasaandrijving was bijzonder met een soort drijfstangen die via kegeltandwielen en een excentriek door de krukas werden aangedreven. Dart gebruikte ook een zelf ontwikkelde carburateur.
Al met al werd het geen succes. Er is melding van een motorfiets van New Scale die met de Dart-motor was uitgerust, maar daarbij was er een meer "normale" nokkenasaandrijving met een ketting toegepast. Henry Scale had meer vertrouwen in de motoren van Blackburne en Granville Bradshaw. Dart verdween in 1924 van de markt.